# 9-й армійський корпус (Україна)
9-й армійський корпус (9 АК) — оперативно-тактичне об'єднання Сухопутних військ Збройних сил України. Центр формування корпусу — м. Умань.
Влітку 2023 року частини корпусу брали участь у контрнаступі на півдні України.

## Історія
За даними Washington Post, на початку червня 2023 року 9-й корпус взяв участь у початковій фазі літнього контранступу. Він використовував низку щойно отриманих західних озброєнь. Корпус зазнав втрат і не досяг значного прогресу у просуванні через добре обладнані російські позиції, зокрема через мінні поля. Наступна фаза передбачала доставку штурмових підрозділів до російських ліній оборони та асиметричні бої, але це також не принесло значного результату.
В ході літнього наступу 2023 року 47-ма і 33-тя механізовані бригади наступали на південь від осі Оріхова.
У серпні 2023 року українське командування не стало чекати на введення у бій резервів 10-го армійського корпусу, тому інтенсивні бої вели частини 9-го корпусу.

## Структура
Станом на 2023 рік:
- 33-тя окрема механізована бригада[3]
- 47-ма окрема механізована бригада[3]

Станом на 2024 рік додатково:
- 3-тя окрема штурмова бригада[5] (переведена до 3-го корпусу в 2025)
- 4-та окрема танкова бригада[6]
- 47-ма окрема артилерійська бригада[6]
- 47-ма окрема механізована бригада[6]
- 67-ма окрема механізована бригада[6]
- 81-й окремий батальйон зв'язку[6]
- 92-й окремий батальйон підримки[6]
- 100-та окрема механізована бригада[7]
- 182-й батальйон резерву[6]
- 150-й окремий розвідувально-ударний батальйон[6]
- 228-й батальйон логістики[6]
- 474-й окремий батальйон охорони та обслуговування[6]
- 508-й ремонтно-відновлювальний батальйон[6]

Станом на 2025 рік додатково:
- 474-й окремий батальйон охорони та обслуговування[8]

## Командування
- до 12.2024: бригадний генерал Луценко Олександр Дмитрович[9]
- з 12.2024: бригадний генерал Тарнавський Олександр Георгійович[10]

## Символіка
Емблема 9 корпусу ґрунтується на історичній символіці ППД корпусу — м. Умань та Уманського полку.
На міській печатці 1672 р. зображено на пагорбі дві вежі під рицарським хрестом. На полковій печатці, що її уживав того ж року уманський полковник Михайло Ханенко, викарбувано перехрещені шаблю та стрілу.